# محمد البهدهي
محمد البهدهي (1 يناير 1943 - 14 أبريل 2013) ممثل بحريني بدأ مجاله الفني في أواخر السبعينات.

## أعماله

### في المسلسلات
- 2007: لحظة ضعف.
- 2005: دروب.
- 2005: صور من الحياة.
- 2004: هدوء وعواصف.
- 2003: عويشه.
- 2002: ليل البنادر.
- 2002:  لعبة الكبار.
- 1999: آخر الرجال.
- 1998: تالي العمر.
- 1997: الكلمة الطيبة.
- 1997: ناس من ناس.
- 1996: عجايب زمان.
- 1995: حسن ونور السنا.
- 1995: ملفى الاياويد.
- 1995: شقة الحرية.
- 1994: أولاد بوجاسم.
- 1990: الوفاء.
- 1989: أم هلال ج3.
- 1988: العين تمثيلية.
- 1986: وعادت الابتسامة سهرة تلفزيونية.
- 1979: حاجز الذكريات سهرة تلفزيونية.

### في المسرحيات
- 1991: سوق المقاصيص.
- 1980: البراحة.

## روابط خارجية
- محمد البهدهي على موقع قاعدة بيانات الأفلام العربية